# 3C 273
A 3C 273 az első azonosított kvazár, a Szűz csillagképben található.
A 3C 273 látható fényben a legfényesebb kvazár (látszó fényessége ~12,9m), 
és egyben az egyik legközelebbi is (vöröseltolódása z = 0.158).  
Az egyik legnagyobb abszolút fényességű kvazár,  abszolút magnitúdó = −26,7, tehát ha csak  ~10 parszekre lenne, akkor közel olyan fényesen tündökölne az égen, mint a Nap. A tömegére vonatkozó mérési adat 886 ± 187 millió naptömeg.

## A kvazárból kilökött nyaláb (jet)
A kvazárból kilövellő anyagcsóva kb. 200 000 fényév hosszú, látszó mérete 23". 1995-ben a Hubble Space Telescope felvételével sikerült a jet struktúráját tanulmányozni.

## Története

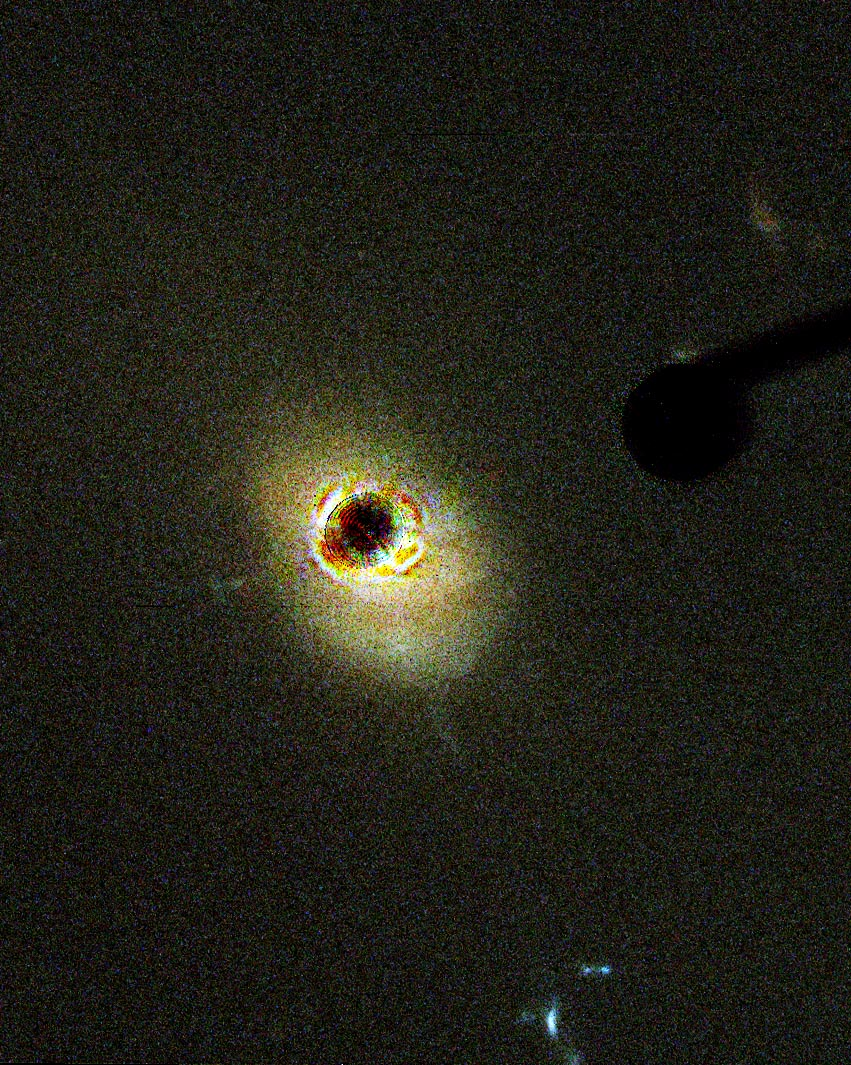
A 3C 273 a Hubble űrtávcső felvételén NASA/ESA

Az elnevezés az 1959-ben kiadott harmadik Cambridge-i  rádió-katalógus (3C) alapján történt. Nevezetesen ez az objektum volt a 273. a katalógusban.  Az objektum pontos pozícióját Cyril Hazard határozta meg a Parkes Radio Telescope-pal egy Hold fedés alkalmával.
Így kiderült, hogy a rádióforrás egybeesett egy csillaggal. A spektrum alapján 1963-ban Maarten Schmidt és Bev Oke publikált két cikket a Nature-ben arról, hogy a 3C 273 vöröseltolódása (az akkoriban hihetetlenül nagy) 0,158, így az objektum a világegyetem (akkor) egyik legtávolabbi forrása, több mint 2 milliárd fényév távolságban.
A 3C 273 felfedezése előtt már több rádióforrásnak sikerült azonosítani optikai párját. Az első ilyen a 3C 48 volt. Másrészt több galaxist változó csillagnak hittek, például a BL Lac, a W Com és az AU CVn.  De mindezekről nem tudták pontosan, hogy valójában mik is, mert a spektrumuk különbözött az ismert csillag spektrumoktól. A 3C 273 volt az első, amelyet úgy azonosítottak, mint egy nagyon távoli objektumot, és az első volt azok közül, amiket ma kvazárnak nevezünk. Az elnevezés alapja az angol quasi-stellar radio source (csillagszerű rádióforrás) kifejezés.